# Стшельце (гмина)
Стшельце (пол. Strzelce) — сельская гмина (волость) в Польше, входит как административная единица в Кутновский повет, Лодзинское воеводство. Население — 4272 человека (2004).

## Сельские округа
1. Александрув
2. Бочаны
3. Домбковице
4. Длуголенка
5. Каролев
6. Клёновец-Стары
7. Коза-Гура
8. Марянув
9. Мухнице-Нове
10. Мухнув
11. Неджакув
12. Неджев-Первши
13. Неджев-Други
14. Пшизуж
15. Реймонтув
16. Семянув
17. Суйки
18. Стшельце
19. Вещыце
20. Воля-Рациборовска

## Прочие поселения
1. Белявы
2. Дембина
3. Глинице
4. Холендры-Стшелецке
5. Янишев
6. Марянка
7. Марянув-Дольны
8. Марянув-Гурны
9. Мухнице
10. Неджакувек
11. Нова-Коза-Гура
12. Новины
13. Суйки-Парцель
14. Стара-Коза-Гура
15. Стшельце-Куявске
16. Шафранув
17. Выдзялы
18. Заранна
19. Згуже
20. Жабинец

## Соседние гмины
1. Гмина Гостынин
2. Гмина Кутно
3. Гмина Ланента
4. Гмина Опорув
5. Гмина Щавин-Косцельны